# Liste de ponts du Venezuela
Cet article a pour objet de présenter une liste de ponts remarquables du Venezuela, tant par leurs caractéristiques dimensionnelles, que par leur intérêt architectural ou historique. 

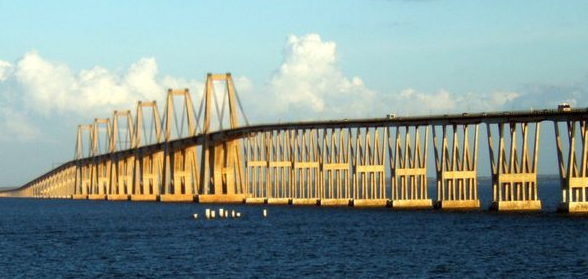
Le pont du Général Rafael Urdaneta sur le lac Maracaibo.

Elle est présentée sous forme de tableaux récapitulant les caractéristiques des différents ouvrages proposés, et peut-être triée selon les diverses entrées pour voir ainsi un type de pont particulier ou les ouvrages les plus récents par exemple. La seconde colonne donne la classification de l'ouvrage parmi ceux présentés, les colonnes Portée et Long. (longueur) sont exprimées en mètres et enfin Date indique la date de mise en service du pont.

## Ponts présentant un intérêt historique ou architectural
|                   |   | Nom             | Distinction                  | Long. | Type                                    | Voie portée Voie franchie    | Date | Localisation                             | État                         | Ref.  |
| ----------------- | - | --------------- | ---------------------------- | ----- | --------------------------------------- | ---------------------------- | ---- | ---------------------------------------- | ---------------------------- | ----- |
| Puente Carlos III | 1 | Pont Carlos III | Monument historique national |       | Maçonnerie 1 arche                      | Avenida Oeste 13 Río Catuche | 1784 | Caracas 10° 30′ 57,3″ N, 66° 55′ 03,5″ O | District capitale de Caracas | [ 1 ] |
| Puente Anauco     | 2 | Pont Anauco     |                              |       | Maçonnerie 3 arches elliptiques, brique | Avenida Este 0 Paseo Anauco  | 1790 | Caracas 10° 30′ 16″ N, 66° 54′ 10,9″ O   | District capitale de Caracas | [ 2 ] |

## Grands ponts
Ce tableau présente les ouvrages ayant les plus longues portées du Venezuela (liste non exhaustive).
|                                                                |    | Nom                                           | Portée   | Long. | Type                                           | Voie portée Voie franchie                       | Date        | Localisation                                                | État                 | Ref.  |
| -------------------------------------------------------------- | -- | --------------------------------------------- | -------- | ----- | ---------------------------------------------- | ----------------------------------------------- | ----------- | ----------------------------------------------------------- | -------------------- | ----- |
| Puente de Angostura                                            | 1  | Pont d'Angostura                              | 712      | 1678  | Suspendu Tablier treillis acier, pylônes acier | 16 Orénoque                                     | 1967        | Ciudad Guayana 8° 08′ 40,5″ N, 63° 35′ 53,6″ O              | Bolívar              |       |
|                                                                | 2  | Troisième pont sur l'Orénoque en construction | 360      | 11125 | Haubané Tablier treillis acier                 | Orénoque                                        | ?           | Caicara del Orinoco - Cabruta 7° 40′ 23″ N, 66° 09′ 15,1″ O | Bolívar - Guárico    | ,     |
| Puente Orinoquia, Segundo puente sobre el río Orinoco          | 3  | Pont Orinoquia                                | 300 (x2) | 3156  | Haubané Tablier caisson acier, pylônes béton   | Venezuela Highway 15 Ligne ferroviaire Orénoque | 2006        | Ciudad Guayana 8° 16′ 29,9″ N, 62° 53′ 58,1″ O              | Bolívar - Anzoátegui |       |
| Puente José Cornelio Muñoz                                     | 4  | Pont José Cornelio Muñoz                      | 264      | 380   | Suspendu Tablier treillis acier, pylônes acier | Río Apure                                       | ?           | Bruzual 8° 03′ 13,9″ N, 69° 19′ 59,2″ O                     | Apure                |       |
| Puente General Rafael Urdaneta, Puente sobre el Lago Maracaibo | 5  | Pont du Général Rafael Urdaneta               | 235 (x5) | 8678  | Haubané Tablier et pylônes béton               | Venezuela Highway 3, 6 et 17 Lac Maracaibo      | 1962        | Maracaibo 10° 34′ 28,1″ N, 71° 35′ 30,9″ O                  | Zulia                |       |
| Puente de Caracas-La Guaira I, El Viaducto enfermo             | 6  | Pont de Caracas-La Guaira I détruit en 2006   | 152      | 309   | Arc Béton, tablier porté                       | Autopista Caracas - La Guaira                   | 1953        | Maiquetía 10° 31′ 27,6″ N, 66° 58′ 11,1″ O                  | La Guaira            |       |
| Puente de Caracas-La Guaira II                                 | 7  | Pont de Caracas-La Guaira II                  | 146      | 253   | Arc Béton, tablier porté                       | Autopista Caracas - La Guaira                   | 1953        | Maiquetía 10° 32′ 42,5″ N, 66° 59′ 58,9″ O                  | La Guaira            |       |
|                                                                | 8  | Pont de Caracas-La Guaira III                 | 138      | 213   | Arc Béton, tablier porté                       | Autopista Caracas - La Guaira                   | 1953        | Maiquetía 10° 33′ 10,1″ N, 67° 00′ 18,1″ O                  | La Guaira            |       |
| Puente sobre el río Cuyuní, Puente Eiffel                      | 9  | Pont sur le Río Cuyuni                        | 120      | 120   | Suspendu Pylônes acier                         | 10 Río Cuyuni                                   | années 1900 | El Dorado 6° 42′ 56,1″ N, 61° 36′ 37,8″ O                   | Bolívar - Anzoátegui |       |
| Puente sobre el Río Chama                                      | 10 | Pont du Río Chama                             | 112 (x5) | 630   | Arc Treillis acier, tablier porté              | Route panaméricaine Río Chama                   | 1954        | El Vigía 8° 36′ 37,8″ N, 71° 37′ 54,1″ O                    | Mérida               | [ 5 ] |
|                                                                | 11 | Nouveau pont de Caracas-La Guaira I           | 110 (x6) | 803   | Mixte acier/béton Tri-poutres                  | Autopista Caracas - La Guaira                   | 2007        | Maiquetía 10° 31′ 28,7″ N, 66° 57′ 57,8″ O                  | La Guaira            |       |